# Leach Motor Car Company
Leach Motor Car Company, anfangs Leach-Biltwell Motor Company, war ein US-amerikanischer Hersteller von Automobilen.

## Unternehmensgeschichte

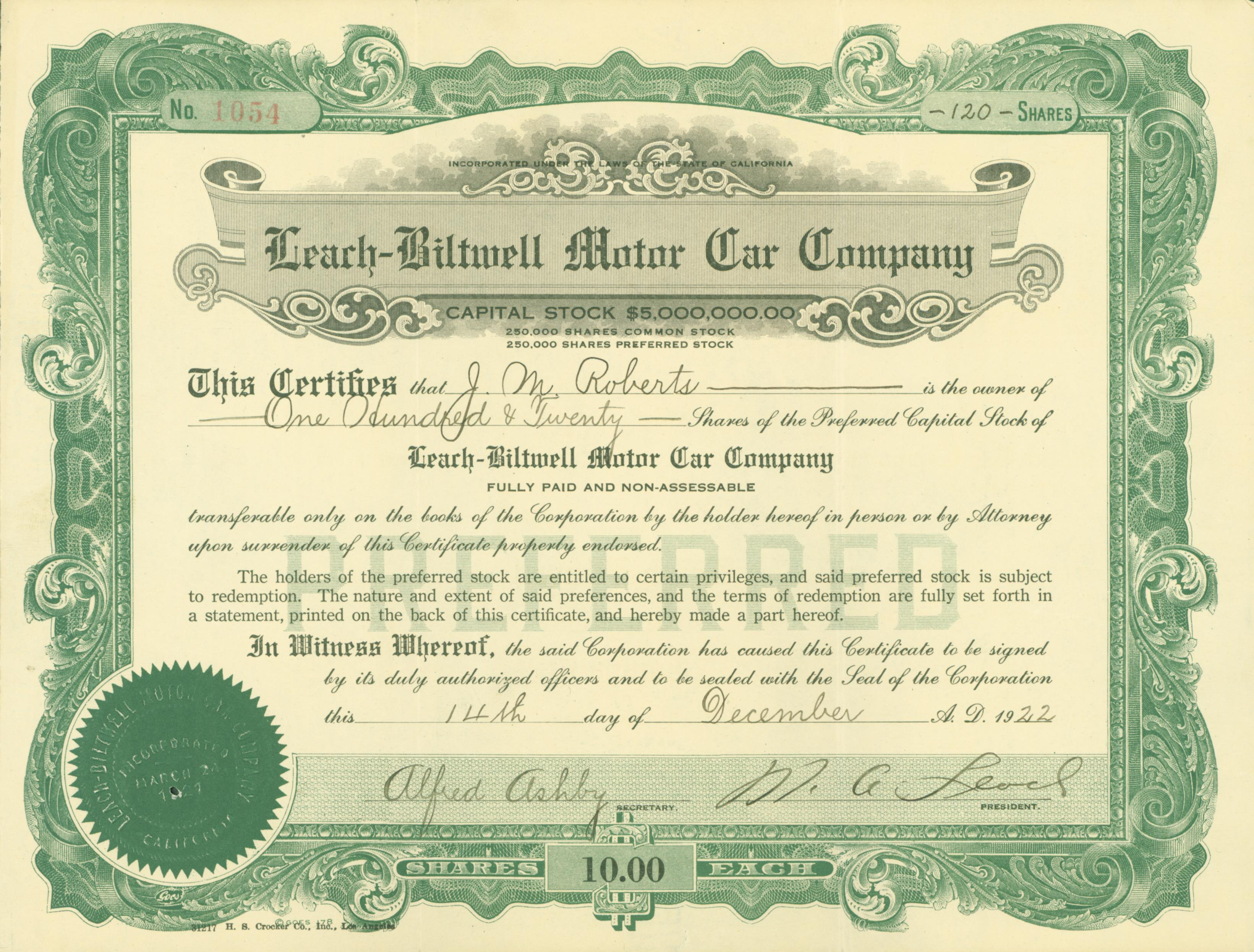
Aktie der Leach-Biltwell Motor Car Company vom 14. Dezember 1922

Martin Andrew Leach und Leon G. Martin gründeten 1919 die Leach-Biltwell Motor Company in Los Angeles in Kalifornien. Im Dezember 1919 wurde das Werk der Republic Truck Company erworben. 1920 begann die Produktion von Automobilen. Der Markenname lautete Leach, inoffiziell auch Leach-Biltwell.
Mitte 1921 kam es zur Umfirmierung in Leach Motor Car Company, als die Miller Engine and Foundry Works übernommen wurde. Harry A. Miller war nun Direktor, Vizepräsident und Konstrukteur. 1923 traten finanzielle Probleme auf. 
Im gleichen Jahr endete die Produktion. Insgesamt entstanden zwischen 218 und 264 Fahrzeuge.
Leach betrieb außerdem zwischen 1923 und 1925 California Motors.
Es gab keine Verbindung zur Leach Motor Vehicle Company, die um 1900 den gleichen Markennamen verwendete.

## Fahrzeuge
Alle Fahrzeuge hatten einen Sechszylindermotor. Zunächst kam er von der Continental Motors Company. Später stellte Miller die Motoren her.
1920 gab es die Series 20. Der Motor leistete 60 PS. Das Fahrgestell hatte 321 cm Radstand. Die Aufbauten waren offene Tourenwagen mit fünf und mit sieben Sitzen.
1921 wurde der Radstand auf 325 cm verlängert. Model A war ein fünfsitziger Tourenwagen, Model B ein siebensitziger Tourenwagen und Model C ein dreisitziger Roadster.
1922 erschien der Six. Der neue Motor leistete 100 PS. Der Radstand betrug 340 cm. Zur Wahl standen Tourenwagen mit fünf und sieben Sitzen, Roadster mit drei Sitzen, ein Sport mit vier Sitzen und ein Coupette mit ebenfalls vier Sitzen.
1923 änderte sich die technischen Daten nicht. Die Neupreise waren um 1000 US-Dollar gesenkt worden. Die Fahrzeuge kosteten nun 5500 Dollar, unabhängig vom Aufbau. Eine Quelle gibt allerdings die Rückkehr zu Continental-Motoren an, da sich die Miller-Motoren nicht bewährten.

## Modellübersicht
| Jahr | Modell    | Ausführung | Zylinder | Leistung (PS) | Radstand (cm) | Aufbau                                                                                  |
| ---- | --------- | ---------- | -------- | ------------- | ------------- | --------------------------------------------------------------------------------------- |
| 1920 | Series 20 |            | 6        | 60            | 321           | Tourenwagen 5-sitzig und 7-sitzig                                                       |
| 1921 | Series 20 | Model A    | 6        | 60            | 325           | Tourenwagen 5-sitzig                                                                    |
| 1921 | Series 20 | Model B    | 6        | 60            | 325           | Tourenwagen 7-sitzig                                                                    |
| 1921 | Series 20 | Model C    | 6        | 60            | 325           | Roadster 3-sitzig                                                                       |
| 1922 | Six       |            | 6        | 100           | 340           | Tourenwagen 5-sitzig und 7-sitzig, Roadster 3-sitzig, Sport 4-sitzig, Coupette 4-sitzig |
| 1923 | Six       |            | 6        | 100           | 340           | Tourenwagen 5-sitzig und 7-sitzig, Roadster 3-sitzig, Sport 4-sitzig, Coupette 4-sitzig |